# ام‌گه ۰۸
ام‌گه ۰۸ مسلسل استاندارد نیروی زمینی امپراتوری آلمان در جنگ جهانی اول بود که با الگوگیری از مسلسل ماکسیم طراحی و تولید شد. این مسلسل که انواع گوناگونی از آن ساخته شد در جنگ جهانی دوم هم در بسیاری از لشکرهای پیاده‌نظام آلمانی استفاده می‌شد اما اواخر جنگ به استفاده در نیروهای درجه دوم تقلیل یافت.
این مسلسل که توسعه‌ای از مسلسل ام‌گه ۰۱ بود در سال ۱۹۰۸ توسط ارتش آلمان پذیرفته شد و به همین دلیل ام‌گه ۰۸ نام گرفت. نواخت این مسلسل به صورت میانگین ۵۰۰ گلوله در دقیقه بود که می‌شد آن را تا ۶۰۰ گلوله هم افزایش داد. این مسلسل از نوار خشاب ۲۵۰ تایی ۷٫۹۲×۵۷ میلی‌متری استفاده می‌کرد. ام‌گه ۰۸ با آب خنک می‌شد و سیستم خنک‌کاری آن نیاز به ۳٫۷ لیتر آب داشت. با نصب یک دوربین ضمیمه جداگانه و ماشین محاسبه برد می‌شد از این مسلسل برای آتش پشتیبانی هم استفاده نمود. همچنین دوربین‌های تلسکوپی برای این مسلسل طراحی و در دوران جنگ به صورت گسترده مورد استفاده قرار گرفتند.
این اسلحه هم مانند مسلسل ماکسیم از نیرو پس‌زنی لوله برای مسلح کردن استفاده می‌کرد و هنگامی که ماشه فشرده می‌شد تا هنگام رها کردن ماشه یا اتمام گلوله‌ها به شلیک ادامه می‌داد. برد عملیاتی این مسلسل ۲۰۰۰ متر و بیشینه برد آن ۳۷۰۰ متر بود.
تا پیش از آغاز جنگ جهانی اول این مسلسل در شرکت سهامی عام با مسئولیت محدود سلاح و مهمات آلمان واقع در برلین و زرادخانه شپانداو تولید می‌شد. هنگام آغاز جنگ در سال ۱۹۱۴ از این مسلسل ۴۴۱۱ عدد موجود بود و در طول جنگ ساخت آن در کارخانه‌های متعدد و میزان بالا انجام شد. به طوری که تولید آن از ۲۰۰ عدد در ماه در سال ۱۹۱۴ به ۳۰۰۰ تا در ماه در سال ۱۹۱۶ و ۱۴۴۰۰ تا در ماه در سال ۱۹۱۷ افزایش یافت.

## تاریخچه

### طراحی و تولید
کمیسیون اسلحه آلمان در سال ۱۸۸۹ مسلسل ماکسیم را در زورندورف آزمایش کرد. در سال ۱۸۹۲ شرکت لودویگ لوئو یک قراداد هفت ساله جهت ساخت مسلسل در برلین را با هیرام ماکسیم منعقد نمود. نخستین سفارش توسط نیروی دریایی امپراتوری آلمان در سال ۱۸۹۴ انجام شد. نیروی دریایی قصد داشت با نصب مسلسل روی عرشه کشتی‌ها از این سلاح جدید برای پشتیبانی از عملیات‌های آبی‌خاکی بهره ببرد. در سال ۱۸۹۶ لوئو یک شرکت فرعی با نام شرکت سهامی عام با مسئولیت محدود سلاح و مهمات آلمان را برای سروسامان دادن به تولید مسلسل ماکسیم تأسیس نمود. قراردادی دیگری با ماکسیم در سال ۱۸۹۸ منعقد شد و سفارش‌هایی از اتریش-مجارستان، آرژانتین، سوئیس و روسیه دریافت شد.
نیروی زمینی امپراتوری آلمان ابتدا در نظر داشت تا از مسلسل در نقش توپخانه استفاده نماید و واحدهای پیاده‌نظام سبک یاگر تمرین با این سلاح را از سال ۱۸۹۸ آغاز نمودند. سپاه گارد امپراتوری آلمان، سپاه دوم امپراتوری آلمان و سپاه شانزدهم امپراتوری آلمان تمرین‌های بیشتری را با مسلسل در سال ۱۸۹۹ انجام دادند که بر اساس آن توصیه شد یک واحد مسلح با شش مسلسل که روی کالسکه حمل می‌شود برای همراهی با سواره‌نظام در نظر گرفته شوند.
نیروی زمینی مقدار محدودی از نسخه‌های جدیدی از مسلسل‌های تولید شده توسط شرکت مسئولیت محدود به نام ام‌گه ۹۹ و ام‌گه ۰۱ را خریداری نمود. ام‌گه ۹۹ از پایه‌های سورتمه‌ای استفاده می‌نمود که بعداً در ام‌گه ۰۸ هم از همین پایه‌ها استفاده شد و ام‌گه ۰۱ از چرخ‌های درشکه‌ای استفاده می‌کرد که اجازه می‌داد مسلسل را حرکت داد. ام‌گه ۰۱ به شیلی و بلغارستان هم صادر شد. تا سال ۱۹۰۳ ارتش آلمان ۱۱ واحد مسلسل‌چی داشت که با لشکرهای سواره‌نظام خدمت می‌نمودند.
ام‌گه ۰۱ به دلیل تحرک محدود و ناتوانی در همگام شدن با سواره‌نظام مورد انتقاد بود. شرکت سهامی عام با مسئولیت محدود سلاح و مهمات آلمان و زرادخانه شپانداو طراحی اسلحه را توسعه دادند. آن‌ها وزن مسلسل را با ۷٫۷ کیلوگرم کاهش داده، یک محافظ جلوی تفنگ قابل جدا شدن و محلی برای دوربین ارائه کردند و چرخ‌ها را حذف نمودند. نتیجه این طراحی جدید مسلسل ام‌گه ۰۸ بود که تولید آن از سال ۱۹۰۸ در شپانداو آغاز شد.
ارتش آلمان تأثیر مسلسل‌های ماکسیم که بسیاری از آن‌ها صادراتی آلمان بود را در جنگ روسیه و ژاپن مشاهده نمود. با آشکار شدن اهمیت مسلسل ارتش آلمان تقاضای بودجه اضافه برای افزایش موجودی مسلسل را به رایشتاگ امپراتوری آلمان عرضه کرد. انتقادهای نمایندگان سوسیالیست مجلس باعث شد که پیشنهاد ارتش در سال ۱۹۰۷ از شش مسلسل برای هر هنگ به شش مسلسل برای هر تیپ کاهش پیدا کند اما نهایتاً در سال ۱۹۱۲ با شش مسلسل برای هر هنگ موافقت شد. در آغاز جنگ جهانی اول ارتش آلمان ۴۴۱۱ ام‌گه ۰۸ به همراه ۳۹۸ ام‌گه ۰۱، ۱۸ ام‌گه ۹۹ و ۲ ام‌گه ۰۹ داشت.

## ام‌گه ۰۸/۱۵

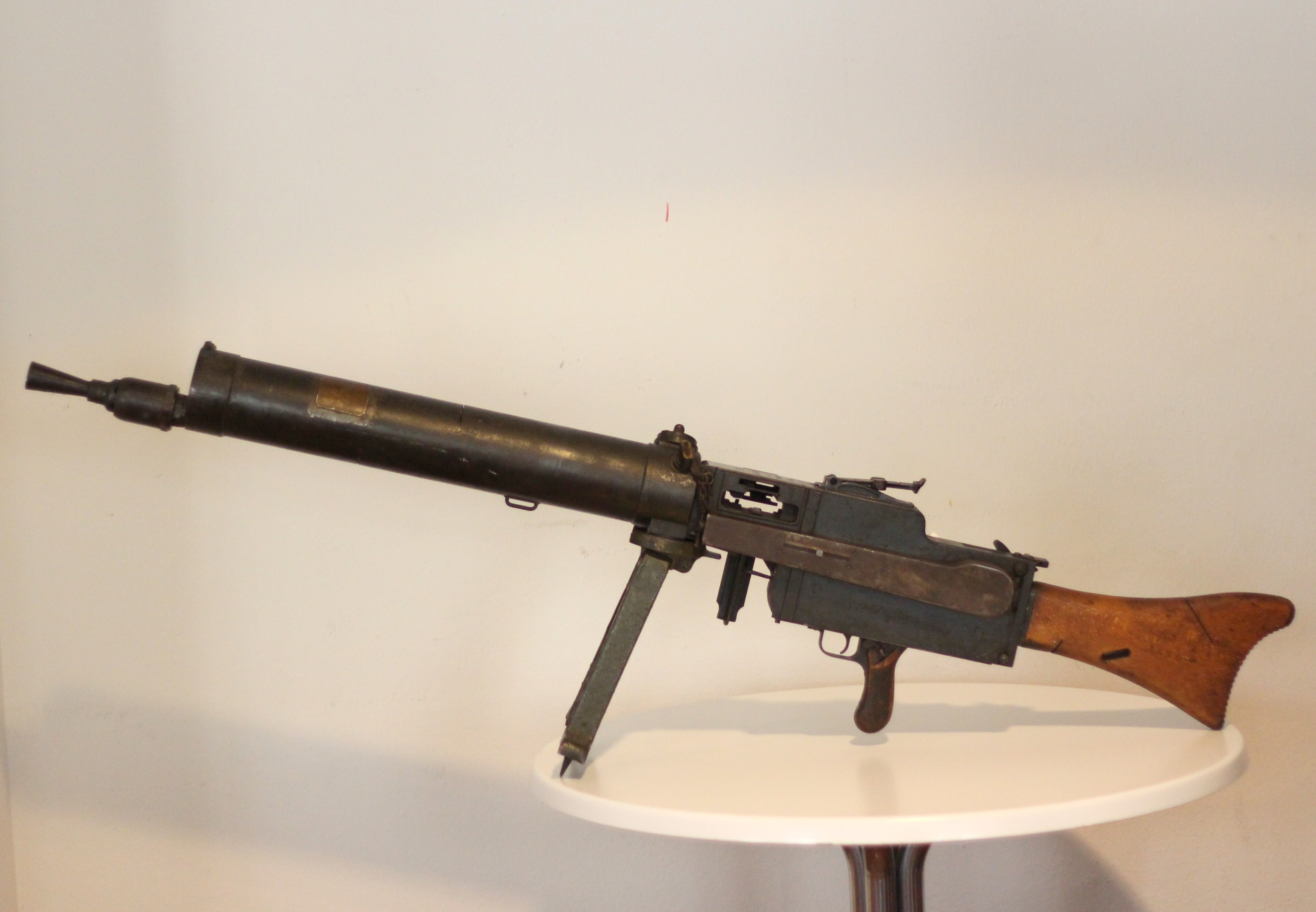
ام‌گه ۰۸/۱۵

ام‌گه ۰۸/۱۵ «تلاشی نسبتاً ناموفق» برای ساخت یک مسلسل سبک‌تر و با قابلیت تحرک بیشتر براساس ام‌گه ۰۸ بود. پیش نمونه این مسلسل در سال ۱۹۱۵ آزمایش شد و نام ام‌گه ۰۸/۱۵ را به خود گرفت.
عنصر اصلی در طراحی ام‌گه ۰۸/۱۵ مسئله تحرک بود مانند آنچه که در مسلسل فرانسوی شوشا وجود داشت. براساس این تفکر یک مسلسل می‌تواند به راحتی توسط نیروهای هجومی به کار برده شود و در عین حال هم بتواند نقش آتش پشتیبانی را به عهده بگیرد. بر همین اساس این مسلسل باید از دو سرباز آموزش‌دیده، یک مسلسل‌چی و یک نفر جهت حمل مهمات بهره می‌برد. در نقش هجومی مسلسل به صورت آتش در حال حرکت به کار برده می‌شد و در نقش دفاعی با استفاده از دوپایه در سنگر مستقر می‌شد. این سلاح که قرار بود آتش هجومی پیاده‌نظام را بیشتر کند نهایتاً مسلسلی بزرگ با سیستم خنک‌کننده آبی باقی مانده که استفاده از آن بسیار مشکل بود و هیچگاه نتوانست به رقبای خود مانند شوشا و تفنگ لوئیس باشد. آتش دقیق در این مسلسل تنها در شلیک‌های کوتاه به دست می‌آمد و نوار مهمات پارچه‌ای آن مشکلاتی بسیاری داشتند.
ام‌گه ۰۸/۱۵ نخستین بار در آوریل ۱۹۱۷ میلادی طی نبرد دوم ان مورد استفاده قرار گرفت. ورود این مسلسل به تمام واحدهای خطوط مقدم در ۱۹۱۷ و طی تهاجم بهاره و تابستانه آلمانی‌ها در ۱۹۱۸ ادامه یافت.
مسلسل‌های کمتر شناخته شده آلمانی هم در جنگ جهانی اول معرفی شدند که نشان‌دهنده درک بهتری از مفهوم آتش تاکتیکی بودند. مانند مسلسل بیرگمان ام‌گه ۱۵ان‌آ که با هوا خنک می‌شد و ۱۳ کیلو وزن داشت که امکان حمل آن را راحت‌تر می‌کرد." این مسلسل از دوپایه بهره می‌برد و نوار مهمات آن فلزی بود که در یک خشاب دایره‌ای قرار داشت. علی‌رغم کارایی و کیفیت بهتر این مسلسل زیر سایه ام‌گه ۰۸/۱۵ قرار گرفت و ضمن تولید کمتر در جبهه‌های ثانویه مانند جبهه ایتالیا مورد استفاده قرار گرفت. همچنین مسلسل بیرگمان توسط سپاه آسیا در کارزار سینا و فلسطین مورد استفاده قرار گرفت. از آنجایی که بیرگمان با هوا خنک می‌شد لوله آن پس از شلیک ۲۵۰ گلوله مداوم بیش از حد داغ می‌شد. همچنین مسلسل‌های سبک دیگری هم مانند دریسه ام‌گه ۱۰ و ام‌گه ۱۵ وجود داشتند که از سیستم خنک شونده با آب استفاده می‌کردند ولی نمونه‌های از آن‌ها که با هوا خنک می‌شد هم به صورت محدود تولید شد.
علی‌رغم وجود این طراحی‌های گوناگون، ام‌گه ۰۸/۱۵ مسلسل اصلی آلمان در جنگ جهانی اول باقی ماند و در سال ۱۹۱۸ برای هر گروهان شش اسلحه (برای هر هنگ ۷۲ اسلحه) تخصیص یافت. در آن زمان مسلسل‌های سبک ام‌گه ۰۸/۱۵ چهار برابر مسلسل‌های سنگین ام‌گه ۰۸ در هر هنگ پیاده‌نظام وجود داشتند. ۱۳۰۰۰۰ مسلسل ام‌گه ۰۸/۱۵ توسط اسلحه‌های سازی‌های دولتی ساخته شد اما وزن بالای آن همچنان یک مشکل بود و طی اقدامی بیهوده برای حل این مشکل نسخه‌ای به نام ام‌گه ۰۸/۱۸ در اواخر جنگ تولید شد که با هوا خنک می‌شد اما فقط یک کیلوگرم از نسخه اصلی سبک‌تر بود. لوله ام‌گه ۰۸/۱۸ سنگین بود و نمی‌شد به راحتی آن را تعویض کرد و به همین دلیل هنگام داغ شدن لوله به سختی می‌شد آن را جایگزین کرد. این مسلسل در ماه‌های آخر جنگ به تعداد محدود وارد خدمت شد اما به مانند نمونه‌های پیشین نشان داد که طرح ماکسیم گزینه خوبی برای طراحی یک مسلسل سبک نیست.

### ضرب‌المثل
واژه ۰۸/۱۵ حتی در آلمانی محاوره‌ای امروز هم به عنوان یک اصطلاح عامیانه جهت اشاره به چیزی کاملاً معمولی که فاقد اصالت یا تخصص است به کار می‌رود.

## نسخه چینی

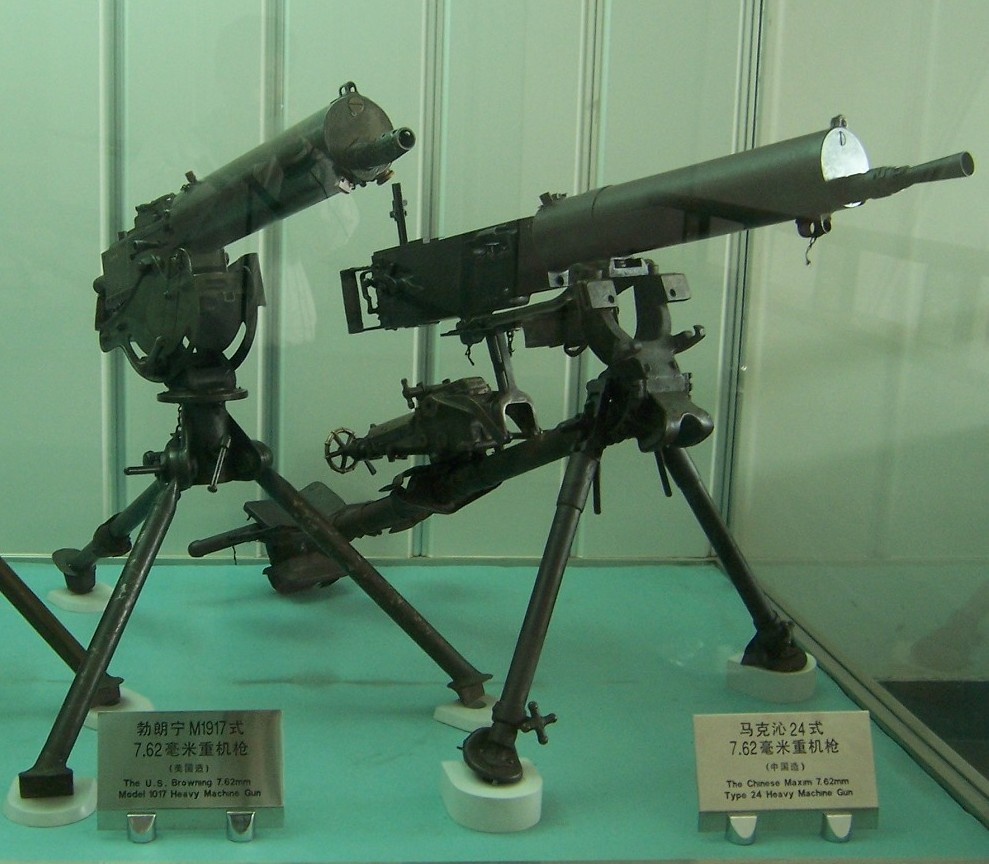
مسلسل سنگین برونینگ ۱۹۱۷ در کنار تایپ ۲۴

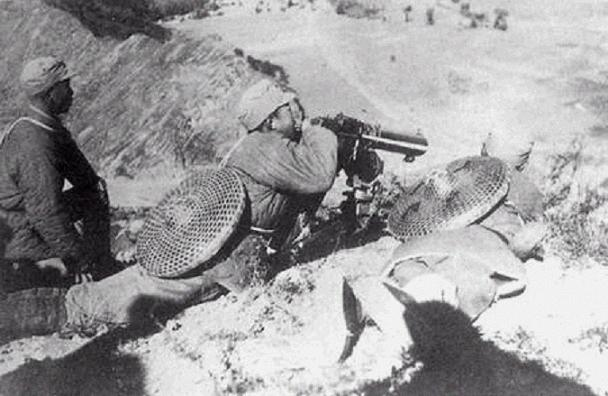
سربازان چینی ارتش مسیر هشتم در حال شلیک با مسلسل تایپ ۲۴ در نبرد گذرگاه پینگ‌شیانگ

چینی‌ها در سال ۱۹۳۵ میلادی بر اساس نسخه تجاری ام‌گه ۰۹ شروع به تولید مسلسل سنگین تایپ ۲۴ کردند که ویژگی‌های خاصی نیز داشت.
این مسلسل سنگین ابتدا در ارتش انقلابی ملی وارد خدمت شد و به سرعت در میان تمام واحدهای ملی‌گرا، کمونیست و جنگ‌سالاران چین تبدیل به مسلسل سنگین معیار شد. این مسلسل عمدتاً در زرادخانه هانیانگ تولید می‌شد و پس از پایان جنگ داخلی چین به آرامی با مسلسل‌های برونینگ، پی‌ام ام۱۹۱۰ و گرینوف جایگزین شد. با این حال تا زمان جنگ ویتنام هم در واحدهایی از ارتش چین از این مسلسل استفاده می‌شد.

## کاربران
- اتریش-مجارستان[۳]
- آرژانتین[۳]
- بلژیک[۱۰]
- برزیل
- بلغارستان[۵]
- شیلی[۵]
- چکسلواکی:استفاده پس از استقلال[۱۱]

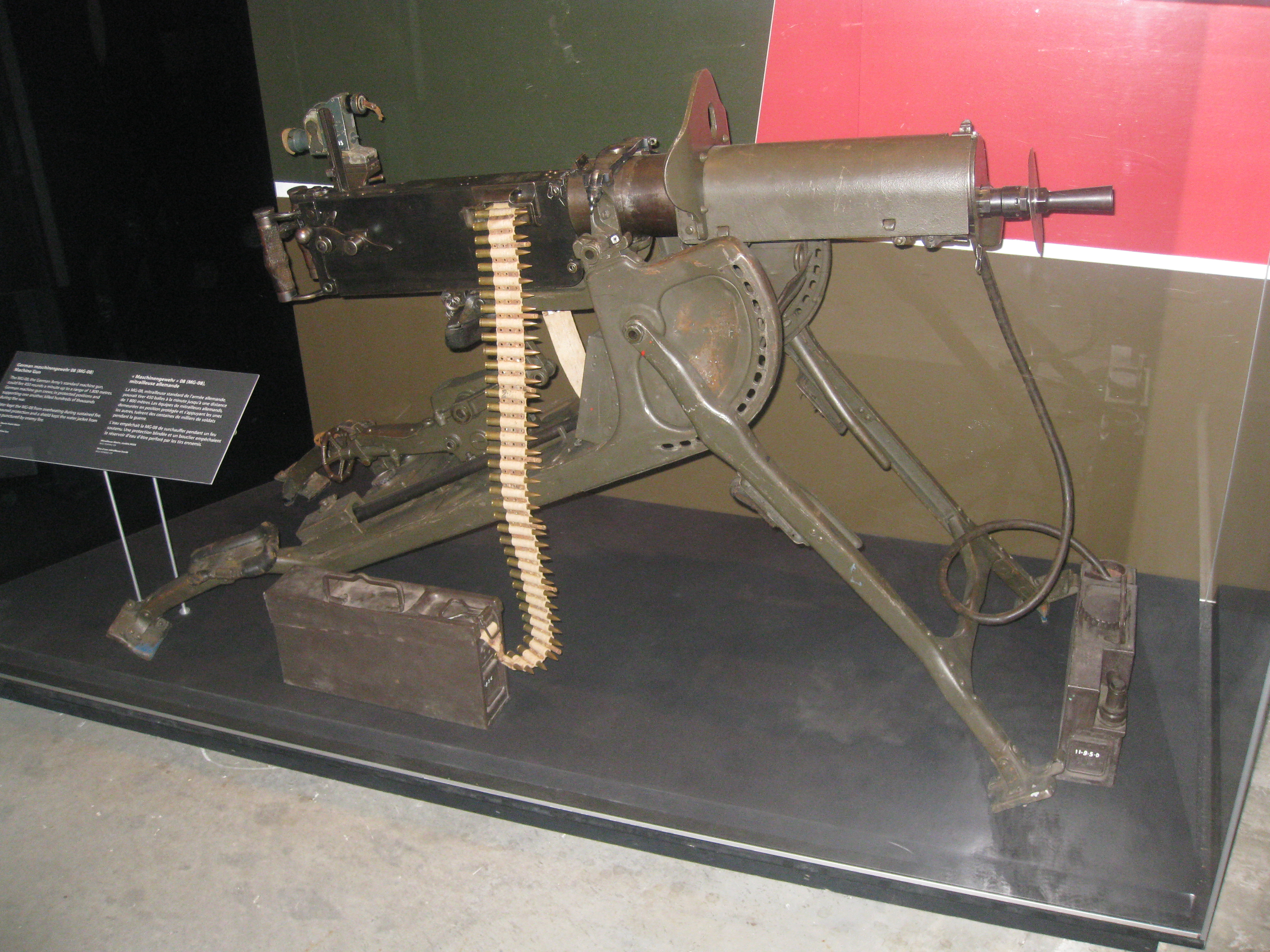
یک مسلسل ام‌گه ۰۸ در موزه جنگ کانادا

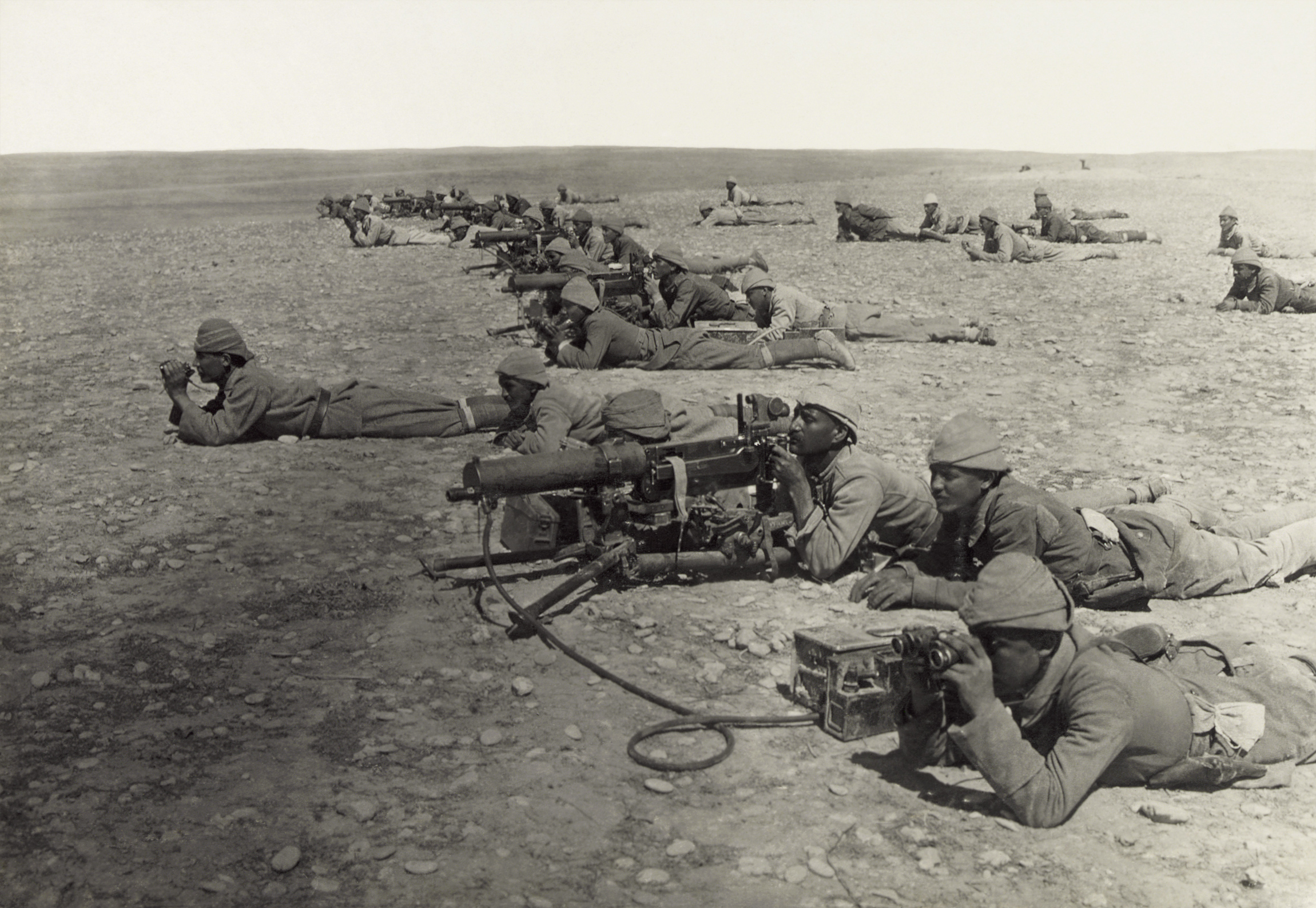
سربازان عثمانی مجهز به ام‌گه ۰۸

- فنلاند: استفاده تا هنگام جنگ پس‌آیند.[۱۲]
- فرانسه: نمونه‌های غنیمتی در جنگ‌جهانی اول و پس از آن مورد استفاده قرار گرفتند.[۱۳]
- امپراتوری آلمان[۳]
- اندونزی: استفاده از نمونه چینی تایپ ۲۴.[۱۴]
- لتونی: حداقل یازده عدد ام‌گه ۰۸ در دهه ۱۹۳۰ توسط نیروهای مسلح ملی لتونی استفاده می‌شدند.[۱۵]
- لیتوانی:[۱۶] ۸۰۰ عدد ام‌گه ۰۸ و ۵۲۰ عدد ام‌گه ۰۸/۱۵ مورد استفاده بودند که تعدادی برای استفاده در نقش ضدهوایی تجهیز شدند.
- آلمان نازی[۱۰]
- هلند: ام‌گه ۰۸های توقیف شده آلمانی پس از جنگ جهانی اول در نقش ضدهوایی با نام ام. ۲۵ به کار گرفته شدند.[۱۷]
- Ottoman Empire[۱۸]
- چین [۱۴]
- لهستان: از ۱۹۱۸ تا ۱۹۴۴ مورد استفاده بود.[۱۹]
- مالزی: استفاده از نمونه چینی تایپ ۲۴.[۱۴]
- مانچوکوئو: استفاده از نمونه چینی تایپ ۲۴[۲۰]
- تایوان[۲۱]
- امپراتوری روسیه[۳]
- سوئیس[۳]
- جمهوری دوم اسپانیا[۲۲]
- ویتنام: ویت مین‌ها در جنگ اول هندوچین از تایپ ۲۴ استفاده می‌کردند.[۲۳] همچنین ویت‌کنگ‌ها در جنگ ویتنام.[۲۴]
- Yugoslav Partisans[۲۵]

## درگیری‌ها
از نمونه‌های گوناگون مسلسل ام‌گه ۰۸ در این درگیری‌ها استفاده شده‌است.
- انقلاب مکزیک
- انقلاب شین‌های
- جنگ جهانی اول
- جنگ داخلی روسیه
- انقلاب ۱۹۱۹–۱۹۱۸ آلمان
- جنگ داخلی فنلاند
- جنگ شوروی و لهستان
- جنگ داخلی اسپانیا
- جنگ داخلی چین
- جنگ دوم چین و ژاپن
- جنگ جهانی دوم
- جنگ کره
- جنگ اول هندوچین
- جنگ ویتنام